# Maurice Jüngling
Maurice Jüngling (1991. október 6. –) német válogatott vízilabdázó, a Spandau 04 játékosa.

## Nemzetközi eredményei
- Európa-bajnoki 9. hely (Budapest, 2014)
- Európa-bajnoki 11. hely (Belgrád, 2016)